# NGC 5681
NGC 5681 (również PGC 52169 lub UGC 9393) – galaktyka spiralna (Sb), znajdująca się w gwiazdozbiorze Wolarza. Odkrył ją Heinrich Louis d’Arrest 1 maja 1865 roku.
W galaktyce tej zaobserwowano supernową SN 2006dt.